# Montmorency Township (Illinois)
Die Montmorency Township ist eine von 22 Townships im Whiteside County im Nordwesten des US-amerikanischen Bundesstaates Illinois. Im Jahr 2010 hatte die Montmorency Township 2612 Einwohner.

## Geografie
Die Montmorency Township liegt im Nordwesten von Illinois, im südlichen Vorortbereich der Stadt Rock Falls. Der Mississippi, der die Grenze zu Iowa bildet, befindet sich rund 50 km westlich. Die Grenze zu Wisconsin verläuft rund 100 km nördlich.
Die Montmorency Township liegt auf 41°42′23″ nördlicher Breite und 89°41′13″ westlicher Länge und erstreckt sich über 92,97 km². 
Die Montmorency Township liegt im äußersten Osten des Whiteside County und grenzt östlich an das Lee County. Innerhalb des Whiteside County grenzt die Montmorency Township im Süden an die Hahnaman Township, im Südwesten an die Tampico Township, im Westen an die Hume Township sowie im Norden an die Coloma Township.

## Verkehr
Durch den Norden der Township verläuft in West-Ost-Richtung die Interstate 88, die die Quad Cities mit Chicago verbindet. Im Süden der Montmorency Township kreuzt die in Nord-Süd-Richtung verlaufende Illinois State Route 40 die Illinois State Route 172. Alle weiteren Straßen sind County Roads oder weiter untergeordnete und zum Teil unbefestigte Fahrwege.
Mit dem Whiteside County Airport befindet sich ein kleiner Flugplatz auf dem Gebiet der Montmorency Township. Die nächstgelegenen größeren Flughäfen sind der rund 90 km nordöstlich der Township gelegene Chicago Rockford International Airport und der rund 90 km südwestlich gelegene Quad City International Airport.

## Demografische Daten
Nach der Volkszählung im Jahr 2010 lebten in der Montmorency Township 2612 Menschen in 984 Haushalten. Die Bevölkerungsdichte betrug 28,1 Einwohner pro Quadratkilometer. In den 984 Haushalten lebten statistisch je 2,65 Personen. 
Ethnisch betrachtet setzte sich die Bevölkerung zusammen aus 97,1 Prozent Weißen, 0,8 Prozent Afroamerikanern, 0,1 Prozent (zwei Personen) Asiaten sowie 1,0 Prozent aus anderen ethnischen Gruppen; 1,0 Prozent stammten von zwei oder mehr Ethnien ab. Unabhängig von der ethnischen Zugehörigkeit waren 7,1 Prozent der Bevölkerung spanischer oder lateinamerikanischer Abstammung. 
23,5 Prozent der Bevölkerung waren unter 18 Jahre alt, 62,1 Prozent waren zwischen 18 und 64 und 14,4 Prozent waren 65 Jahre oder älter. 49,2 Prozent der Bevölkerung war weiblich.
Das mittlere jährliche Einkommen eines Haushalts lag bei 61.875 USD. Das Pro-Kopf-Einkommen betrug 24.739 USD. 10 Prozent der Einwohner lebten unterhalb der Armutsgrenze.

## Orte
Die Bewohner der Montmorency Township leben im rechtlich nicht zur Stadt gehörenden Vorortbereich von Rock Falls. Neben weiterer Streubesiedlung existieren darüber hinaus keine Siedlungen auf dem Gebiet der Township.